# (20155) Utewindolf
(20155) Utewindolf (1996 TS11) – planetoida z pasa głównego asteroid okrążająca Słońce w ciągu 3,61 lat w średniej odległości 2,35 j.a. Odkryta 13 października 1996 roku.